# Coppa delle Nazioni Juniors UCI 2008
La Coppa delle Nazioni Juniors UCI 2008 fu la prima edizione della competizione organizzata dalla Unione Ciclistica Internazionale, riservata agli atleti di meno di 19 anni. Comprendeva otte gare ed era riservata alle squadre nazionali.

## Calendario
| Data               | Gara                              | Vincitore          | Vincitore (Nazioni) | Leader (Nazioni) |
| ------------------ | --------------------------------- | ------------------ | ------------------- | ---------------- |
| 13 aprile          | Le Pavé de Roubaix                | Andrew Fenn        | Francia             | Francia          |
| 7-11 maggio        | Course de la Paix Juniors         | Michał Kwiatkowski | Polonia             | Polonia          |
| 22-25 maggio       | Trofeo Karlsberg                  | Michał Kwiatkowski | Polonia             | Polonia          |
| 12-13 luglio       | Grand Prix Général Patton         | Sebastian Lander   | Danimarca           | Belgio           |
| 17 luglio          | Campionati del mondo a cronometro | Michał Kwiatkowski | Germania            | Polonia          |
| 20 luglio          | Campionati del mondo in linea     | Johan Le Bon       | Francia             | Polonia          |
| 31 luglio-3 agosto | Coupe des Nations Abitibi         | Nathan Brown       | Stati Uniti         | Polonia          |
| 19-21 settembre    | Kroz Istru                        | Peter Sagan        | Belgio              | Belgio           |

## Classifica
| Pos. | Nazione     | Punti |
| ---- | ----------- | ----- |
| 1    | Belgio      | 212   |
| 2    | Polonia     | 194   |
| 3    | Danimarca   | 171   |
| 4    | Francia     | 159   |
| 5    | Stati Uniti | 110   |
| 6    | Slovacchia  | 106   |
| 7    | Australia   | 96    |
| 8    | Germania    | 91    |
| 9    | Paesi Bassi | 90    |
| 10   | Italia      | 82    |